# Хагагортян Едуард Аврамович
Хагагортян Едуард Аврамович (вірм. Էդուարդ Արամի Խաղագործյան; 1930, Тифліс, СРСР — 1983, Москва, СРСР) — радянський композитор і музично-громадський діяч. Заслужений діяч мистецтв РРФСР (1979).

## Біографічні відомості
Народився 15 липня 1930 р. Закінчив Єреванську консерваторію (1955, клас композиції Г. Єгіазаряна) та аспірантуру Московської консерваторії (1965, клас Арама Хачатуряна).
З 1971 р. — заступник голови правління Московської організації Спілки композиторів РРФСР.
З 1972 р. — заступник головного редактора видавництва «Радянський композитор». Був членом правління CK РРФСР і CK СРСР. Член КПРС з 1958 року.
Автор дитячих опер «Кіт і Пес» (1958) і «Шапка з вухами» (1976), балетів «Соловей і Роза» (1956) і «Сона» (1957), музичної комедії «Каріне» (1980), 6 симфоній (1962—1980), концертів для кларнета з оркестром (1966) і для арфи з оркестром (1970), симфонічних поем, ораторій, вокальних циклів, концертних п'єс для духового оркестру, струнного квартету, фортепіанного квінтету, характерних п'єс для малого оркестру, творів для фортепіано, віолончелі, флейти; музики для театру і кіно.
Автор музики до українських фільмів: «Блакитне і зелене» (1970), «Спогад…» (1977), «Алегро з вогнем» (1978).
Помер 3 січня 1983 року в Москві. Похований на Ваганьковському кладовищі.
Двоюрідний брат кінорежисера Анатолія Ейрамджана.

## Фільмографія
Музика до кінофільмів:
- «Сувора пам'ять» (1963, документальний)
- «Шахсенем і Гаріб» (1963)
- «Сліди йдуть за обрій» (1964)
- «Чинара на скелі» (1965)
- «Східний коридор» (1966)
- «За нами Москва» (1967)
- «В горах моє серце» (1968)
- «Дорога в тисячу верст» (1968)
- «Пісня про Маншук» (1969)
- «Блакитне і зелене» (1970, короткометражний; кіностудія ім. О. Довженка)
- «Біла земля» (1970)
- «Один з нас» (1970)
- «Врятоване ім'я» (1972)
- «Таємниця предків» (1972)
- «А пароплави гудуть і йдуть...» (1972)
- «Солдатеня» (1972, короткометражний)
- «Вечірній дзвін» (1973, кіноальманах «Одного разу влітку»)
- «Найжаркіший місяць» (1974)
- «Односельці» (1974)
- «Ослик-городник» (1974, мультфільм)
- «Мегре і стара дама» (1974, фільм-спектакль)
- «Один єдиний» (1974)
- «Вибір» (1975)
- «Степові гуркіти» (1975)
- «Про павучка, з яким ніхто не дружив» (1975, мультфільм)
- «Що з тобою коїться?» (1975)
- «Тут мій причал» (1976)
- «Спогад…» (1977; кіностудія ім. О. Довженка)
- «Хочу бути міністром» (1977)
- «Терміновий виклик» (1978)
- «Алегро з вогнем» (1978, Одеська кіностудія)
- «Фрак для шибеника» (1979)
- «Срібний ріг Ала-Тау» (1979)
- «Небом єдиним» (1979, документальний)
- «Під кінець літа» (1979)
- «Державний кордон. Мирне літо 21-го року» (1980)
- «Державний кордон. Ми наш, ми новий...» (1980)
- «Рік дракона» (1981)
- «Не ставте Лісовику капкани…» (1981)
- «Конфліктна ситуація» (1981)
- «Дивись в обидва!» (1981)
- «Від зими до зими» (1981)
- «Професія — слідчий» (1982)
- «Мегре вагається» (1982)
- «Інспектор ДАІ» (1982)
- «Державний кордон. Східний кордон» (1982)
- «Державний кордон. Червоний пісок» (1984)
- «Державний кордон. За порогом перемоги» (1987)
- «Державний кордон. На далекому кордоні» (1988) та ін.